# 倭・倭人関連の朝鮮文献
倭・倭人関連の朝鮮文献（わ・わじんかんれんのちょうせんぶんけん）は、朝鮮半島に伝わる各歴史書から、倭・倭人と関係する部分のみを書き出している。

## 好太王碑文
好太王碑文（414年（碑文によれば甲寅年九月廿九日乙酉、9月29日 (旧暦)建立）
- 391年（辛卯（耒卯）年）「百残新羅舊是属民由来朝貢而倭以辛卯年来渡■破百残■■新羅以為臣民」
  - そもそも新羅・百残（百済の蔑称）は（高句麗の）属民であり、朝貢していた。しかし、倭が辛卯年（391年）に■を渡り百残・■■・新羅を破り、臣民となしてしまった。
- 399年、百済は先年の誓いを破って倭と和通した。そこで王は百済を討つため平壌にでむいた。ちょうどそのとき新羅からの使いが「多くの倭人が新羅に侵入し、王を倭の臣下としたので高句麗王の救援をお願いしたい」と願い出たので、大王は救援することにした。
- 400年、5万の大軍を派遣して新羅を救援した。新羅王都にいっぱいいた倭軍が退却したので、これを追って任那・加羅に迫った。ところが安羅軍などが逆をついて、新羅の王都を占領した。
- 404年、倭が帯方地方（現在の黄海道地方）に侵入してきたので、これを討って大敗させた。

訳；井上秀雄『古代朝鮮』〈講談社学術文庫〉、2004年 ISBN 4-06-159678-0

## 三国史記（高句麗本紀）
- 132年と146年の2回にわたり、太祖大王の弟・遂成（後の次大王）が倭山で田猟をしたという記事がある。「倭山」は未詳であるが、倭や倭人とは無関係と見られる。他には倭・倭人関連の記載は無い。

## 三国史記（百済本紀）
- 397年 夏五月 阿莘王は倭国と友好関係を結び、太子の腆支を人質として倭に送った。
- 402年 五月 使者を倭国につかわして、大きな珠を求めた。
- 403年 春二月 倭国の使者が来たので、阿莘王はこれを迎えて慰労し、特に厚く遇した。
- 405年、阿莘王が薨じた。王の次弟、訓解が摂政し、太子が国に帰るのを待った。末弟、碟禮が訓解を殺して、自立して王となった。腆支は倭にあって（阿莘王の）の訃報を聞き、哭泣して帰国を願った。倭王は兵士百人を護衛に付けて送らせた。国境に至ろうとした時、漢城人の解忠が来てこう言った「大王が世をお棄てになり、王弟の碟禮が兄を殺して自ら王になりました。太子が不用意に入国されないことを願います」。腆支は倭人を留め自らを護衛させた。海中の島で、時の来るのを待った。国人が碟禮を殺して、腆支を迎え即位した。妃の八須夫人が王子久尒辛を産んだ。
- 409年 倭国が使者を遣わし、夜明珠を送ってきた。（腆支）王は、あつく礼遇して、歓待した。＜409年条＞
- 418年 夏 使者を倭国につかわし、白綿を十反を送った。
- 428年 倭国からの使者が来たが、随行者が五十名であった。
- 608年 隋が文林郎裴清を倭国へ使者として送ったが、わが国の南路を経由した。
- 653年 秋八月、義慈王は倭国と修交した。
- 662年 七月 扶余豊は、高句麗と倭国に使者を派遣して援兵を乞う。唐新羅連合軍は百済遺民軍の救援にきた倭軍の軍船400艘を白江に焼く。

百済復興は失敗に終わり、倭軍は自国へ退却、扶餘豊は行方不明となる。

## 三国史記（新羅本紀）
- 紀元前50年 倭人達が兵を率いて辺境を侵そうとしたが、始祖に神徳があるということ聞いて、すぐに帰ってしまった。
「（始祖赫居世居西干）八年，倭人行兵欲犯邊，聞始祖有神德，乃還。」
- 紀元前20年 春二月に、瓠公を馬韓に派遣して、外交関係を結ぼうとした。馬韓王が瓠公に「辰・卞(弁)二韓は我が属国だったのに、近年は貢物を送ってこない。大国に仕える礼(儀)が、これでいいのか？」と言った。これに対して瓠公は、「わが国は二聖が国を建ててから人心が安定し、天の時が和して豊作となり、倉庫は満ち、民が互に敬い譲るので、辰韓の遺民から、卞韓、楽浪、倭人に至るまで恐れ、かつ、したわないものはありません。しかし、わが王は謙虚で、下臣を遣わして国交を結び交わそうとするは、過ぎたる礼(儀)というべきであります。それなのに、大王はかえって怒り、兵を以て脅かすのは、これ何の意味でありますか？」と言った。馬韓王はますます怒って瓠公を殺そうとしたが、左右の臣たちが諫めてやめさせ、許して帰した。これより先、中国人たちは秦国の乱に苦しみ、東方へ亡命してくる者が多かったが、かれらは馬韓の東に多く住み着いて、辰韓人たちと雑居していた。彼らの数が多く、栄えたので、馬韓ではこれを忌み嫌って責めたものである。瓠公という人は、その族姓は詳(つまび)らかではないが、元は倭人で、初め瓠を腰に吊って海を渡って来たため瓠公と称した。
『（始祖赫居世居西干）三十八年春二月，遣瓠公聘於馬韓。馬韓王讓瓠公曰：「辰、卞二韓爲我屬國，比年不輸職貢，事大之禮，其若是乎？」對曰：「我國自二聖肇興，人事修，天時和，倉庾充實，人民敬讓。自辰韓遺民以至卞韓、樂浪、倭人無不畏懷。而吾王謙虛，遣下臣修聘，可謂過於禮矣。而大王赫怒，劫之以兵，是何意耶？」王憤欲殺之，左右諫止，乃許歸。前此中國之人苦秦亂東來者衆，多處馬韓東，與辰韓雜居，至是寢盛，故馬韓忌之，有責焉。瓠公者，未詳其族姓，本倭人，初以瓠繫腰渡海而來，故稱瓠公。』
- 14年 倭人が兵船百余隻で海辺の民戸に侵入したが、六部勁兵(強兵6部隊)を派遣してこれを防いだ。
「（南解次次雄）十一年，倭人遣兵船百餘艘掠海邊民戶，發六部勁兵以禦之。」
- 57年 （4代王の）脱解は多婆那国で生まれ、その国は倭国東北一千里にあり。
（注：前漢・後漢の1里は415.8mなので、一千里は415.8kmとなる。）
4代王「脱解尼師今（一云吐解）立。時年六十二。姓昔。妃阿孝夫人。脱解本多婆那國所生。其國在倭國東北一千里」
- 59年 夏の五月に倭国と修交し、使者を派遣し合った。
「（脫解尼師今）三年，夏五月，與倭國結好交聘。」
- 73年 倭人が木出島を侵して来たので、王は角干羽烏を派遣して、これを防がせたが、勝てず、羽烏は戦死した。
「（脫解尼師今）十七年，倭人侵木出島，王遣角干羽烏禦之，不克，羽烏死之。」
- 121年 夏四月に倭人が東の辺境を攻めた。
「（祇摩尼師今）十年，夏四月，倭人侵東邊。」
- 122年 夏四月に都の人々が倭兵が大いに来ると噂して、争って山や谷に遁れたので、王は伊飡翌宗等に命じて諭してこれを止めさせた。
「（祇摩尼師今）十一年，夏四月，都人訛言倭兵大來，爭遁山谷，王命伊飡翌宗等諭止之。」
- 123年 春三月に倭国と講和した。
「（祇摩尼師今）十二年，春三月，與倭國講和。」
- 158年 倭人が交際を求めて来訪した。
「（阿達羅尼師今）五年，春三月，倭人來聘。」
- 173年 倭女王卑弥乎が使者を遣わして交際を求めて来訪した。
「（阿達羅尼師今）二十年，夏五月，倭女王卑彌乎遣使來聘。」
- 193年 六月、倭人が大飢饉となり、食を求める者が千余人も来た。
「（伐休尼師今）十年，六月，倭人大饑，來求食者千餘人。」
- 208年 夏4月、倭人が国境を侵した。伊伐飡（いばつさん。一等官）に取り立てた王子の昔利音（せきりおん）を遣わし、兵を将（ひき）いて、これを拒ませた。
「（奈解尼師今）十三年，夏四月，倭人犯境。遣伊伐飡利音，將兵拒之。」
- 232年 夏四月に倭人が金城を包囲した。王自ら出陣し、賊は潰走した。軽装騎兵に追撃させ、一千余を殺して首級を獲(と)った。
「（助賁尼師今）三年，夏四月，倭人猝至圍金城。王親出戰，賊潰走，遣輕騎追擊之，殺獲一千餘級。」
- 233年 五月 倭兵が東辺を侵略した。秋七月、伊伐飡（いばつさん。一等官）の于老と倭人は沙道で戦し、風に乗じて火で船を焚(や)き、賊は水に飛び込んで全員死亡した。
「（助賁尼師今）四年，五月，倭兵寇東邊。秋七月，伊飡于老與倭人戰沙道，乘風縱火焚舟，賊赴水死盡。」
- 249年 夏四月、倭人が舒弗邯の昔于老を殺した。
「（沾解尼師今）三年，夏四月，倭人殺舒弗邯于老。」
- 287年 夏四月に倭人が一礼部を襲う。1千人を捕虜にして立ち去った。
- 289年 夏五月に、倭兵が攻めてくるということを聞いて、戦船を修理し、鎧と武器を修理した。
- 292年 夏六月に倭兵が沙道城を攻め落とす。一吉大谷に命じ、領兵にこれを救わせた。
- 294年 夏 倭兵が長峯城を攻めて来た。
- 295年 春 王が臣下に向かって「倭人が、しばしばわが城邑を侵して来るので、百姓が安じて生活することができない。私は百済と共に謀って、一時海を渡って行って、その国（倭）を討ちたいが、皆の意見はいかがか?」ときいた。これに対して、舒弗邯、弘権が「われわれは海戦に不慣れでございます。冒険的な遠征をすれば、不測の危険があることを恐れます。いわんや百済は偽りが多く、常にわが国を呑み込もうと野心をもっておりますから、かれらと共に謀ることは困難だと思います」と答えた。王はこれを聞いて「それもそうだ」といった。
- 300年 春正月に、倭国と使者を派遣し合った。
- 312年 春三月に、倭国の国王が使臣をつかわして、息子のために求婚したので、王は阿飡の急利の娘を倭国に送った。
- 344年 倭国が使者をつかわして、婚姻を請うたが、すでに以前に女子を嫁がせたことがあるので断った。
- 345年 二月に倭王が、書を送って国交を断ってきた。
- 346年 倭兵が風島に来て、進んで金城を包囲して攻めて来た。新羅王は自ら戦おうとしたが臣下に止められ、新羅軍は門を閉じ城から出なかった。食料が尽きた倭軍は撤退した。新羅軍は追撃の兵をだした。
- 364年 倭兵が大挙して侵入してきた。倭人は多数をたのんで、そのまま直進して来る所を伏兵が起ってその不意を討つと、倭人は大いに敗れて逃走した。さらに追撃し全滅近くまで追い込んだ。
- 393年 倭人が来て金城を包囲し、5日も解かなかった。倭軍が撤退を始めると、新羅軍は騎兵二百と歩兵一千で追撃し、倭軍は大敗した。
- 402年 三月に倭国と通好して、奈勿王の子、未斯欣を人質として倭に送った。
- 405年 倭兵が明活城を攻めるが勝てず撤退した。新羅王自ら追撃し、倭軍は敗れ三百人が戦死した。
- 407年 春三月　倭人が東辺を侵し、夏六月にまた南辺を攻め百人を捕らえて連れ去った。
- 408年 春二月、王は、倭人が対馬島に軍営を設置し、兵器・武具・資財・食糧を貯え、我が国を襲撃することを企てているとの情報を手に入れた。倭兵が出動する前に、精兵を選んで兵站を撃破しようと考えたが、舒弗邯の未斯品曰く「兵は凶器であり戦は危険な事です。ましてや大海を渡って他国を討伐し、万が一に勝つことができなければ、後で悔やんでも仕方ありません」王はこの意見に従った。
- 415年 八月、倭人と風島で戦い、勝った。
- 418年 高句麗への人質（卜好）が堤上奈麻と共に帰った。倭国への人質（未斯欣）が逃げ帰った。
- 431年 倭兵が、東の辺境に攻めて来て、明活城を包囲したが、功なくして退いた。
- 440年 倭人が、南の辺境に侵入し奴隷を奪い取って去った。夏六月にまた東の辺境を攻める。
- 444年 夏四月に、倭兵が金城を十日包囲して、食料が尽きて帰った。王は兵を出して追撃しようとした。臣下は「兵法家の説に拠れば、追い詰められた賊を追っ手はならない」と言ったが王はこれを聞き入れなかった。数千の騎兵を率いて追撃して獨山の東で合戦したが倭軍に敗れ、将兵は過半数が死んだ。王は慌てふためいて馬を棄て山に登った。賊がこれを幾重にも囲んだ。突然霧が出てあたりが暗くなり、一寸先も見分けが付かなくなった。賊は「これぞ陰助だ」と言って、兵を収めて撤退した。
- 459年 夏四月に、倭人が兵船百余隻を以って東辺を襲い、進撃して月城を囲んで四方八方から矢や石を雨あられと打ち込んだ。王城守は賊将を退け、出兵してこれは撃破し、北に追撃して海口まで行った。賊軍で溺死する者が過半数に達した。
- 462年 夏五月に、倭人が活開城を襲い破り、一千名を捕らえて連れ去った。
- 463年 倭人が歃良城（梁山市）を攻めるも勝てずして去った。王は伐智・德智に討伐を命じた。領兵が路に隠れて待ち伏せし、倭軍を要撃して大敗させた。王は以後、倭人が頻繁に国境、海岸を侵犯するので、国境、海岸に城を二つ築いた。
- 476年 夏六月、倭人が東辺を攻める。王は将軍德智に命じてこれを撃敗させた。殺したり捕虜にした者が二百人あまりいた。
- 477年 倭人が兵をあげて五道に侵入したが、ついに何の功もなく帰った。
- 482年 五月に倭人が辺境を攻める。
- 486年 夏四月に倭人が辺境を攻める。
- 497年 夏四月に倭人が辺境を攻める。
- 500年 春三月 倭人が長峯鎮を攻め陥した。
- 663年 倭国の水軍が来て、百済を助ける。
- 670年 十二月 倭国が国号を日本と改めた。自ら言うところでは、日の出る所に近いから、これをもって名としたとの事である。
- 698年 三月に日本国から使臣が来たので、王は崇礼殿で引見した。
- 703年 日本国から使臣が来たが、みんなで二百四名であった。
- 722年 日本の賊の路を遮断した。
- 731年 日本国の兵船三百隻が海を越えて、東辺を襲う。
- 742年 日本の国使が来たが、これを受け付けなかった。
- 753年 秋八月に日本国使が来た。高慢無礼と判断し、王は接見しなかった。
- 802年 冬十二月、均貞に大阿飡の官を授けて、仮の王子にして、日本国への人質にしようとしたが、均貞がこれを断った。
- 804年 夏五月 日本国が使臣を派遣して、黄金三百両を進上した。
- 806年 春三月 日本国使臣が来たので、王は朝元殿で引見した。
- 808年 春二月に日本国の使臣が来た。王は厚い礼で、これを待遇した。
- 864年 夏四月に日本国の使臣が来た。
- 879年 八月に日本国の使臣が来た。王はこれを朝元殿で引見した。
- 882年 夏四月に日本国王が使臣を派遣して、黄金三百両と明珠十箇を進上した。

## 三国史記（雑志）
- 宋祁の『新書』には「東南は日本であり、西は百済、北は高句麗で、南の濱は海である」といっており。……

## 三国史記（列伝）
- 任那強首伝「臣、もと任那加良の人。名は字頭。」
- 233年 助賁王の四年の七月に、倭人が侵攻して来たので、昔于老は、沙道でこれを迎え撃ち、風に乗じて火を放ち敵の戦艦を焼いた。敵は溺死してほとんど全滅した。
- 253年 倭国の使臣、葛那古が来朝して客館に滞在していた。昔于老はその接待の役に任ぜられた。彼は倭の使臣に戯れて「近いうちに汝の王を塩作りの奴隷にし、王妃を炊事婦にする」といった。倭王はこれを聞いて怒り、将軍の于道朱君を派遣して、わが国に攻めて来たので、大王はこれを防ごうと柚村に出て居た。昔于老は大王の所に行って「こんどのこの患は、私が言葉を慎まなかったのが原因でありますので、私がその責に当ります」といって、ついに倭軍の所に行って「前日の言は、ただ冗談に言っただけである。どうしてそのような言を信じて、軍を起こしてこのように攻めてくるのか」といった。倭人はこれには答えないで、彼を捕まえて、積み柴の上において焼き殺してから去って行った。この時、昔于老の子は幼くして、能く歩くこともできなかったので、人がかれを抱いて馬に乗って帰ってきた。この子は後に訖解尼師今（十六代王）になった。未鄒王（十三代王）の代に倭国の大臣が来た時、昔于老の妻は国王に乞うて、家に倭国の使臣を招待して酒宴を設け、彼らが酒に酔うや、力の強いものに彼らを庭に引きおろし焼殺して、夫を焼殺された恨みをはらした。これに倭人は怒り、金城に攻めて来たが、勝てずして引き返した。
- 402年 壬寅の年に、倭国と和親を結ぶ時、倭王は奈勿王の子の未斯欣を人質として請うた。実聖王はかつて奈勿王が自分を高句麗へ人質としてつかわした事をうらんでいたので、その恨みをその子ではらそう思っていた。それ故に、倭王の請いを拒まないで未斯欣を倭国に派遣した。
- 779年 金巌は王命を受けて、日本国に使臣として行ったが、その国王は、彼が賢明な人であることを知り、抑留しようとした。たまたま、大唐の使臣の高鶴林が来て、互いに会って非常に喜ぶと、倭人たちは金巌が大国にもすでに知られている人物であることをさとり、敢えて留めておけず、すぐ帰した。

## 三国遺事
- 390年 第十七代、那密王即位三十六年に、倭王の使者が来朝して「わが王が大王の神聖であられることを聞いて、臣に百済の罪を大王にあげるようにといわれました。願わくば大王の王子お一人をつかわせて、わが君に誠意を御示しくださいませんか」と言った。そこで王は三男の美海を送った。美海の年は十歳で、言葉や動作も未熟であったので、内臣の朴娑覧を副使として付き添わせた。倭王は彼らを抑留し、三十年も帰さなかった。

## 高麗史（世家）
- 999年 十月 日本国人の道要弥刀等二十戸、来投す。之を利川郡に処らしめ、編戸となす。
- 1012年 八月三日、日本国の潘多等三十五人、来投す。
- 1019年 四月二十九日、鎮溟　船兵都部署の張渭男等、海賊八艘を獲。賊に掠められし日本の生口男女二百五十九人は、供駅令の鄭子良を遣わし、その国に押送す。
- 1029年 七月二十八日、耽羅の民の貞一等、日本より還る。初め貞一等二十一人、海に浮かび風に漂い、東南のかた極遠の島に到る。島人は長大にして、遍体毛を生じ、語言は殊異なり。劫し留めらるること七か月、貞一等七人は小船を窃み、東北のかた日本の那沙府に至り、乃ち生還するを得たり。
- 1036年 七月十六日、日本国、我が漂流人の謙俊等十一人を帰す。
- 1039年 五月十日、日本民の男女二十六人、来投す。
- 1049年 十一月二十日、東南海船兵都部署司奏す、「日本の対馬島の官、首領の明任等を遣わし、我が国の飄風人の金孝等二十人を押送し、金州に到る」と明任等に例物を賜うこと差あり。
- 1051年 七月十一日、日本の対馬島、使いを遣わし、被罪逃人の良漢等三人を押送す。
- 1056年 冬十月一日、日本国使の正上位権隷の藤原朝臣頼忠等三十人、金州に来り館す。
- 1060年 七月二十七日、東南海船兵都部署奏す、「対馬島、我が飄風人の礼成江民の位孝男を帰す」と。王、使者に礼物を賜うこと優厚なり。
- 1073年 七月五日、東南海都部署奏す、「日本国人の王則貞・松永年等四十二人来り、螺鈿鞍橋・刀・鏡匣・硯箱・櫛・書案・画屏・香炉・弓箭・水銀・螺・甲等の物を進めんことを請う。壱岐島の勾当官、藤井安国等三十三人を遣わし、亦た方物を東宮および諸令公府に献ぜんことを請う」と。制して、海道に由り、京に至るを許す。
  - 十一月十二日、八関会を設け、神鳳楼に御し観楽す。翌日、大会す。大宋・黒水・耽羅・日本等の諸国人、各々礼物・名馬を献ず。
- 1074年 二月二日、日本国の船頭の重利等三十九人、来りて土物を献ず。
- 1075年 閏四月五日、日本商人の大江等十八人、来りて土物を献ず。
  - 六月二十二日、日本人の朝元・時経等十二人、来りて土物を献ず。
  - 七月十日、日本商五十九人来る。
- 1076年 十月十五日、有司奏す、「日本国の僧・俗二十五人、霊光郡に到り、告げて曰く、「国王の寿を祝う為め、仏像を雕成す。請う、京に赴き、以て献ぜんことを」と」と。制して、之を許す。
- 1078年 九月一日、日本国、耽羅の飄風民の高礪等十八人を帰す。
- 1079年 九月、日本国、我が飄風商人の安光等四十四人を帰す。
  - 冬十一月五日、日本商客の藤原等来り、法螺三十枚・海藻三百束を以て興王寺に施し、王の為めに寿を祝う。
- 1080年 閏九月十一日、日本国の薩摩州、使いを遣わし、方物を献ず。
- 1082年 十一月九日、日本国の対馬島、使いを遣わし、方物を献ず。
- 1084年 六月二十日、日本国筑前州の商客の信通等、水銀二百五十斤を献ず。
- 1085年 二月十三日、対馬島の勾当官、使いを遣わし、柑橘を進む。
- 1086年 三月二十二日、対馬島の勾当官、使いを遣わし、方物を献ず。
- 1087年 三月二十日、日本商の重元・親宗等三十二人、来りて方物を献ず。
  - 七月二十一日、東南道都部署奏す、日本国対馬島の元平等四十人、来りて真珠・水銀・宝刀・牛馬を献ず。
- 1089年 八月十九日、日本国の大宰府の商客、来りて水銀・真珠・弓箭・刀剣を献ず。
- 1093年 秋七月八日、西海道按察使奏す、「安西都護府轄下の延平島の巡検軍、海船一艘を捕らう。載る所の宋人は十二、倭人は十九。弓箭・刀剣・甲冑ならびに水銀・真珠・硫黄・法螺等の物あり。必ず是れ、両国の海賊、共に我が辺鄙を侵さんと欲する者ならん。其の兵杖等の物は、官に収納せんことを請う。捕らうる所の海賊は、並な嶺外に配し、其の巡捕せる軍士は賞せん」と。之に従う。
- 1116年 二月二日、日本国、柑子を進む。
- 1147年 八月十三日、日本の都綱の黄仲文等二十一人来る。
- 1169年 正月三十日、奉香里離宮に幸し、郡臣に宴し、仍りて宋商および日本国の進むる所の玩物を賜う。
- 1170年 春正月一日、王、賀を大観殿に受くるに、臣僚の賀表を親製し、群臣に宣示す。表に曰く、「三陽序に応じて、万物惟れ新たなり、玉殿春回りて、竜顔慶洽す。北使の寿を上りて、辞を致し、日域（日本）の宝を献じて、帝を称するより、常に天神の密助あり。
- 1216年 二月六日、日本国の僧、来りて其の法を求む。
- 1223年 五月二十二日、倭、金州に寇す。
- 1225年 夏四月八日、倭船二艘、慶尚道の沿海の州県に寇す。
- 1226年 正月二十七日、倭、慶尚道の沿海州郡に寇す。巨済県令の陳竜甲、船師を以て沙島に戦い、二級を斬す。賊、夜、遁る。　六月一日、倭、金州に寇す。
- 1227年 四月十五日、倭、金州に寇す。防護別監の盧旦が兵を発し、賊船二艘を捕らえ、三十余級を斬し、且つ獲る所の兵杖を献ず。
  - 五月二日、倭、熊神県に寇す。別将の鄭金億等、山間に潜伏し、突出して七級を斬す。賊、遁る。
  - 五月十七日、日本国は書を寄せ、賊船の辺を寇するの罪を謝し、仍りて修好し互市せんことを請う。
  - 是の歳、及第の朴寅を遣わし、日本に聘せしむ。時に倭賊は州県を侵掠す。国家これを患い、寅を遣わして牒をもたらし、歴世の和好を以て、宜しく来侵すべからざるを諭す。日本は賊倭を推検し、之を誅す。侵掠、ややに息む。
- 1243年 九月二十九日、金州防禦官報ず、「日本国は方物を献じ、また我が漂風人を帰す」と。
- 1244年 春二月二日、有司劾奏す、「前の済州副使の盧孝貞と判官の李玨の在任せる時、日本商船の颶風に遇い、州境に敗れたるに、孝貞等私かに綾絹・銀珠等の物を取る。孝貞より銀二十斤、玨より二十斤を徴し、島に流せ」と。
- 1259年 七月二十八日、監門衛録事の韓景胤と、権知直史館の洪泞を日本に遣わし、海賊を禁ずるを請わしむ。
- 1260年 二月三日、済州副使・判礼賓省事の羅得璜を以て、防護使を兼ねしむ。朝議するに、「済州は海外の巨鎮なり、宋商と島倭と、無時往来す、宜しく特に防護別監を遣わし、以て非常に備うべし。然るに、旧制は但だ守倅のみ、防護を別置すべからず」と。ついに得璜を以て、之を兼ねしむ。
- 1263年 二月二十二日、倭、金州管内の熊神県の勿島に寇し、諸州県の貢船を掠す。
  - 四月五日、大官署丞の洪泞と、詹事府録事の郭王府等を遣わし、日本国に如きて、賊を禁ぜんことを請わしむ。牒に曰く、「両国の交通せるより以来、歳ごとに常に進奉すること一度、船は二艘を過ぎず。設し他船の他事に枉憑し、みだりに我が沿海の村里をみだすあらば、厳しく徴禁を加うるを似て定約となす。越えて今年二月二十二日、貴国の船一艘、故なく来りて、我が境内の熊神県界の勿島に入り、其の島に泊まる所の我が国貢船に載する所の多般の穀米、あわせて一百二十五石、紬布あわせて四十三匹を略い将ち去れり。また椽島に入り、居民の衣食・資生の具をば、尽く奪いて去れり。元定交通の意に於いて、甚だ大いに乖反す。今、洪泞等を遣わし、牒をもたらして似て送らしむ。公牒を詳かにし、あわせて口陳を聴き、上項の奪攘人等を窮推して、尽く皆な微沮し、似て両国和親の義を固めん」と。
  - 六月、日本官船大使の如真等、将に宋に入り、法を求めんとして風に漂い、僧・俗あわせて二百三十人は開也召島に泊まり、二百六十五人は群山・楸子の二島にいたる。大宰府の少卿殿は、「商船の七十八人、宋より将に本国に還らんとし、風に漂いて船を失い、小船を似て宣州の加次島に泊まる」と白す。全羅道按察使に命じて、糧・船を給し、其の国に護送せしむ。
  - 秋七月二十七日、日本商船の三十人、風に漂い亀州の島にいたる。命じて糧を賜い、護送せしむ。
  - 八月一日、洪泞・郭王府等、日本より還り、奏して曰く、「海賊を窮推するに、すなわち対馬島の倭なり。米二十石・馬麦三十石・牛皮七十領を徴して来る」と。
- 1265年 秋七月一日、倭、南道の沿海州群に寇す。将軍の安洪敏等に命じ、三別抄軍を率い、之を禦がしむ。
- 1266年 十一月二十五日、蒙古、黒的・殷弘等を遣わし来り、詔して曰く、「今、爾が国の人の趙彝来り、「日本は爾が国と近隣をなし、典章・政治の嘉するに足る者あり。漢・唐より而下、またあるいは使いを中国に通ず」と告ぐ。故に今、黒的等を遣わし日本に住かしめ、与に通和せんと欲す。卿、其れ、去使を道達し、似て彼の疆を撤して東方を開悟し、向風・慕義せしめよ。この事の責は、卿、宜しく之に任ずべし。風濤の険阻なるを似て、辞と為す勿れ。末だかつて通好せざるを似て、解となす勿れ。彼れ命に順わず、去使を阻むあるに托せんことを恐る。卿の中誠、斯に於いて見るべし。卿、其れ、之を勉めよ」とのたまう。
  - 十一月二十八日、枢密院副使の宋君斐と、侍御史の金賛等に命じ、黒的等と与に日本に住かしむ。
- 1267年 春正月、宋君斐・金賛、蒙使と与に巨済の松辺浦に至り、風濤の険を畏れ、ついに還る。王、また君斐をして黒的に随い、蒙古に如かしめ、奏して曰く、「詔旨に諭したまう所の、使臣を道達して日本に通好するの事は、謹みて陪臣の宋君斐等を遣わし、使臣に伴いて似て住かしむ。巨済県に至り、はるかに対馬島を望むに、大洋万里、風濤の天を蹴るを見、意謂えらく、「危険なること此の若し。安んぞ上国の使臣を奉じ、険を冒して軽々しく進むべけんや。対馬島に至るといえども、彼の俗は頑獷にして礼義なし。設し不軌するあらば、将た之を如何せん」」と。是を似て、与倶にして還れり。且つ日本は、素より小邦と末だ嘗て通好せず。但だ対馬島の人、時に貿易に因りて、金州に往来するのみ。小邦、陛下の即祚せるより以来、深く仁恤を蒙り、三十年の兵革の余、稍々に蘇息するを得、緜緜と存喘す。聖恩は天大にして、誓いて報せんと欲す。如しなすべきの勢いありて、心力を尽さざらんには、天日の如きものあり」と。
  - 八月一日、黒的・殷弘および宋君斐等、復び来る。帝、諭して曰く、「向者、使いを遣わし日本を招懐せしむるに、卿に嚮導を委ねたり。意わざりき、卿の辞を似て解となし、ついに徒らに還らしめんとは。意うに、日本、すでに通好せば、則ち必ず尽く爾が国の虚実を知る。故に、托するに他辞を似てするならん。然れども、爾が国の人の京師に在る者少なからず、卿の計もまた疎かなり。且つ天命は諶を難んじ、人道は誠を貴ぶ。卿は先後食言すること多し。宜しく自省すべし。今、日本の事、一に卿に委ぬ。卿、其れ、朕の此の意を体し、日本に通諭して、必ず要領を得るを似て期となせ。卿、嘗て言あり、「聖恩は天大にして、誓いて報効せんと欲す」と。此れ、報効に非ずして、何ぞや」とのたまう。
  - 八月二十三日、起居舎人の潘阜を遣わし、蒙古書および国書をもたらし、日本に如かしむ。蒙古書に曰く、「大蒙古皇帝、書を日本国王に奉ず。朕惟うに、古より小国の君は、境土相い接すれば、尚お講信・修睦に務む。況んや我が祖宗、天の明命を受けて、区夏を奄有するをや。遐方・遠域の威を畏れ徳に懐く者は、悉く数うべからず。朕、即位の初め、高麗無辜の民の、久しく鋒鏑つかるるを似て、即ち兵を罷めしめ、その疆域を還し、その旄倪を返す。高麗の君臣、感戴して来朝し、義は君臣といえども、歓ぶこと父子の若し。計るに、王の君臣もまた、已にこれを知るならん。高麗は朕の東藩なり。日本は（高麗に）密邇し、開国より以来、また時に中国に通ずるに、朕の躬に至りて、一乗の使いの似て和好を通ずるなし。尚お恐る、王の国のこれを知ること、末だ審かならざるを。故に使いを遣わし、書を持して、朕の志を布告せしむ。冀わくは、自今似往、通問して好みを結び、似て親睦せん。且つ聖人は至りては、夫れ、孰れか好む所ぞ。王、それ、これを図れ」とのたまう。国書に曰く、「我が国、蒙古大国に臣事し、正朔を稟くること年あり。皇帝は仁明にして、天下を似て一家となしたまい、遠きを視ること邇きが如く、日月の照らす所、みなその徳を仰ぐ。今、貴国に通好せんと欲して、寡人に詔して云う、「日本は高麗と隣りをなし、典章・政治の嘉するに足る者あり。漢・唐より而下、しばしば中国に通ず。故に、特に書を遣わし、似て往かしむ。風濤の阻険なるを似て、辞となす勿れ」とのたまう。その旨、厳切なり。茲にやむを獲ず、某官の某を遣わし、皇帝の書を奉じて前去しむ。貴国の中国に通好するや、代々これなきはなし。況んや今、皇帝の貴国に通好せんと欲したまうは、その貢献を利とするに非ず。蓋し無外の名を似て、天下に高くせんと欲するのみ。若し貴国の通好するを得ば、必ず厚くこれを待すべし。それ、一介の士を遣わし、似て住きて、これを観ること何如。貴国、商酌せよ」と。
  - 十一月十一日、弟の安慶公淐を遣わし、蒙古に如き、賀正せしむ。因りて、更に藩阜を遣わし、日本に使いせしめたるを告ぐ。
- 1268年 二月二十一日、初め帝、趙彝のそしりを似て、怒り解けたまわず。親らに勅して曰く、「前日、爾が国の奏せる所、朕、今、これを説わん。爾、それ、詳しく聴け。（中略）爾の日本と交通せるは、爾が国の人の来りて此に居る者、これを知らざるなし。爾、前日に於いて、何ぞ末だ嘗て交通せずと言い、似て朕を欺きしか。爾等の奉する所は、皆な是れ妄説なり。必ずしも答えず」とのたまう。
  - 秋七月十八日、起居舎人の藩阜、日本より還る。閣門使の孫世貞、郎将の呉惟碩等を遣わして蒙古に如き、節日を賀せしむ。また藩阜を遣わして、偕に行かしめ、上書して曰く、「向に臣に詔して、似て日本に宣諭せしめたまう。臣、即ち陪臣の藩阜を差わし、皇帝の璽書を奉じ、ならびに臣の書および国贐をもたらし、前年の九月二十三日似て、船を発して住く。今年の七月十八日に至り、回り来りて云う、「彼の境に到りてより、便ち王都に納れず、西偏の大宰府なる者に留置さるること凡そ五か月、館待甚だ薄し。授くるに詔旨を似てするも、而も報章なし。また国贐を贈り、多方告諭るも、竟に聴かず。逼りて之に送らる。故を似て、容領を得ずして還れり」と。末だ聖慮に副わず、惶懼すること実に探し。すなわち、茲に陪臣の藩阜等を差充し、似て奏す」と。
  - 十月十三日、蒙古、明威将軍・都統領の脱朶児と、武徳将軍・統領の王国昌と、武略将軍・副統領の劉傑等十四人を遣わし来る。詔して曰く、「卿、崔東秀を遣わし来りて、備兵一万・造船一船隻の事を奏す。今、特に脱朶児等を遣わし、彼に就きて軍数を整閲し、舟艦を点視せしむ。其の造る所の船隻は、去官の指画を聴け。もし耽羅の已に造船の役に与りたれば、必ずし煩重すべからず。もし其れ与らずんば、即ち別に百艘造らしめよ。其の軍兵・船隻、整点して足備せば、或いは南宋、或いは日本。逆命征討のことは、時に臨みて宜しきを制せしむ。仍りて差去せる官が先行し、黒山・日本道路を相い視しむ。卿もまた官を差わして、護送せしめよ」とのたまう。
  - 十月二十二日、郎将の朴臣甫と、都兵馬録事の禹天錫を遣わし、王国昌・劉傑等に従い、住きて黒山島を視しむ。
  - 十一月二十日、黒的等、詔を伝う。其の詔に曰く、「向に、卿に去使を道達し、日本に送至するのを委ぬ。卿、乃ち辞を飾り、風浪険阻なるを以て、軽々しく渉るべからずと為せり。今、藩阜等、何に由りて達し得たるか。羞ずべく畏るべきの事、卿、已に之を為せり。復た何をか言わんや。今、来り奏し、藩阜の日本に至るや、逼りて送還さるの語あり。これもまた、安んぞ信を取るに足らんや。今、復び黒的・殷弘等を遣わし、使いに充てて以て住かしめ、必ず達せんことを期す。卿、当に重臣をして道達せしむべし、前の如く稽阻を致す毋かれ」とのたまう。
  - 十二月四日、知門下省事の申思佺、侍郎の陳子厚、起居舎人の藩阜は、黒的・殷弘とともに日本に如く。
- 1269年、三月十六日、黒的及び申思佺等、対馬島に至り、倭人二人とらえて似て還る。
  - 夏四月三日、参知政事の申思佺を遣わし、黒的に伴い、倭人二人を以って、蒙古に如かしむ。
  - 五月二日、慶尚道按察使、馳報す、「済州人の漂風して日本に至り、還りて、「日本、兵船を具して、将に我に寇せんとす」と言う」と。是に於いて、三別抄及び大角班を遣わし、海辺を巡戍せしむ。また沿海の群県をして、城を築き殻を積ましめ、彰善県所蔵の国史を珍島に移す。
  - 七月二十二日、
- 1272年 正月十八日、趙良弼、日本より還る。書状官の張鐸を遣わし、日本使十二人を率いて、元に如かしむ。王、訳語・郎将の白琚を遣わし、表賀して曰く、「盛化旁流して、はるかに日生（日本の事）の域におよび、殊方率服して、悉く天覆の私を欣ぶ。惟だ彼の倭人は、鰈海に処る。宣撫使の趙良弼、年前九月を似て、金州の境に至り、装舟し放洋して住く。是年正月十三日、日本使・佐一十二人とともに、合浦県の界に還到せり。則ち此れ、誠に聖徳の懐綏に由る。彼れ、則ち皇風に嚮いて慕順し、一朝海を渉り、始めて爾の職を修む。而して万里を来りて天を膽る。曷ぞ、臣心の喜びを極めん。茲に賤介を馳せ、宸庭に仰ぐ」と。
  - 二月十日　中書省、牒して曰く、「世子の諶の云うに拠るに「吾が父子、相い継ぎ朝覲し、特に恩宥を蒙り、小邦の人民は、遺噍を保つを得たり。感戴の誠は、言うは不可なり。すでに諶は連年入覲し、毎に皇恩を荷い、区区の忠は、ますます切に效をいたす。惟だ彼の日本のみ、末だに聖化を蒙らず。故に詔使を発し、継いで軍容を耀かし、戦艦・兵糧は方に須むる所在り。もしこのこの事を以て臣に委ぬれば、勉めて心力を尽くし、小しく王師を助くるに庶幾からん」と都省奏す、「聖旨を奉じて、世子をして、親しく自ら去かしめよ。尚書省の馬郎中をして做伴せしめ、当に去かしむべし」と」と。時に世子、久しく燕京に留まる。従者は皆な東帰を愁等し、世子に勧むるに、東征の事を以てし、帝に請いて還らんとす。薛仁倹・金㥠等、不可として曰く、「世子のここに在るは、将に社稷を衛らんとするを以てなり。今、これの事を請い、以て還らば、則ち本国如荷せん。世子、之を寝めよ」と。たまたま、林惟幹これを聞き、これに仮りて先に東還を請い、没せられし所の田民・財宝を復た収めんと欲す。世子これを知り、やむを得ず帝に請う。国人、世子の弁髪・胡服を見、皆な歎息して、泣く者すらあるにいたる。